# Giải bóng đá Hạng Ba Quốc gia 2012
Giải bóng đá hạng Ba Toàn Quốc 2012 là mùa giải thứ tám của giải bóng đá hạng cao thứ 4 trong hệ thống vô địch giải bóng đá Việt Nam (sau V-League, Hạng nhất và Hạng nhì) do Liên đoàn bóng đá Việt Nam tổ chức hàng năm. Giải bóng đá hạng Ba toàn Quốc năm 2012 chính thức khởi tranh giải đấu bắt đầu Vòng đấu loại sẽ diễn ra từ ngày 5/11 đến hết ngày 20/11/2012. Vòng chung kết dự kiến diễn ra từ ngày 28/11/2012 đến ngày 29/11/2012. với sự tham dự của 17 đội bóng gồm An Biên TOTO (Thành phố Hồ Chí Minh), Đắk Lắk, Bến Tre, Đồng Nai, Hoàng Anh Gia Lai, Khatoco Khánh Hòa, Kon Tum, Long An, Quang Huy Nha Trang (sở VH, TT & DL Khánh Hòa), Tam Đảo Vĩnh Phúc (sở VH, TT & DL Vĩnh Phúc), Tây Ninh, TDC Bình Dương, TĐCS Đồng Tháp, Sóc Trăng, Vĩnh Long, Viettel, Yên Bái.

## Thể lệ
- Đối tượng tham dự: Gồm 17 đội

An Biên TOTO (Thành phố Hồ Chí Minh), Đắk Lắk, Bến Tre, Đồng Nai, Hoàng Anh Gia Lai, Khatoco Khánh Hòa, Kon Tum, Long An, Quang Huy Nha Trang (sở VH, TT & DL Khánh Hòa), Tam Đảo Vĩnh Phúc (sở VH, TT & DL Vĩnh Phúc), Tây Ninh, TDC Bình Dương, TĐCS Đồng Tháp, Sóc Trăng, Vĩnh Long, Viettel, Yên Bái.
- Chia bảng Vòng loại:

Mười bảy (17) đội bóng được chia làm bốn bảng theo khu vực địa lý, cụ thể như sau:
- - Bảng A: Do CLB Tam Đảo Vĩnh Phúc đăng cai, gồm 3 đội cụ thể như sau: Tam Đảo Vĩnh Phúc, Viettel, Yên Bái
  - Bảng B: Do CLB Hoàng Anh Gia Lai đăng cai, gồm 4 đội cụ thể: Hoàng Anh Gia Lai, Đắk Lắk, Khatoco Khánh Hòa, Kon Tum.
  - Bảng C: Do CLB An Biên TOTO (TPHCM) đăng cai, gồm 5 đội cụ thể như sau: An Biên TOTO, Đồng Nai, Quang Huy Nha Trang (Sở VH, TT & DL Khánh Hòa),Tây Ninh, TDC Bình Dương.
  - Bảng D: Do Sở VHTT&DL Vĩnh Long đăng cai, gồm 5 đội cụ thể: Vĩnh Long, Bến Tre, Long An, TĐCS Đồng Tháp, Sóc Trăng.
- Lên hạng:

Các đội tham ra thi đấu vòng tròn một lượt tính điểm, xếp hạng ở mỗi bảng để chọn bốn đội xếp thứ nhất vào thi đấu ở Vòng chung kết. Hai đội thắng được xếp đồng hạng nhất giải bóng đá Hạng Ba Toàn Quốc năm 2012 và sẽ được thi đấu ở giải bóng đá Hạng Nhì Quốc gia năm 2013.

## Lịch thi đấu và kết quả
Bảng A
| Ngày thi đấu | Giờ thi đấu | Sân thi đấu  | Câu lạc bộ 1  | Tỷ số | Câu lạc bộ 2 |
| ------------ | ----------- | ------------ | ------------- | ----- | ------------ |
| 12/11/2012   | 15:00       | Sân Vĩnh Yên | TĐ. Vĩnh Phúc | 0-1   | TTBĐ Viettel |
| 14/11/2012   | 15:00       | Sân Vĩnh Yên | TTBĐ Viettel  | 1-0   | Yên Bái      |
| 16/11/2012   | 15:00       | Sân Vĩnh Yên | TĐ. Vĩnh Phúc | 4-1   | Yên Bái      |

Bảng B
| Ngày thi đấu | Giờ thi đấu | Sân thi đấu | Câu lạc bộ 1      | Tỷ số | Câu lạc bộ 2      |
| ------------ | ----------- | ----------- | ----------------- | ----- | ----------------- |
| 5/11/2012    | 15:00       | Sân Pleiku  | Đăk Lăk           | 0-0   | Kom Tum           |
| 5/11/2012    | 17:00       | Sân Pleiku  | Hoàng Anh Gia Lai | 2-0   | Khatoco Khánh Hòa |
| 7/11/2012    | 15:00       | Sân Pleiku  | Kon Tum           | 1-1   | K. Khánh Hòa      |
| 7/11/2012    | 17:00       | Sân Pleiku  | Đăk Lăk           | 1-2   | Hoàng Anh Gia Lai |
| 9/11/2012    | 15:00       | Sân Pleiku  | K. Khánh Hoà      | 2-0   | Đăk Lăk           |
| 9/11/2012    | 17:00       | Sân Pleiku  | Hoàng Anh Gia Lai | 2-2   | Kon Tum           |

Bảng C
| Ngày thi đấu | Giờ thi đấu | Sân thi đấu   | Câu lạc bộ 1   | Tỷ số | Câu lạc bộ 2   |
| ------------ | ----------- | ------------- | -------------- | ----- | -------------- |
| 6/11/2012    | 13:30       | Sân Phú Nhuận | Tây Ninh       | 1-0   | TDC Bình Dương |
| 6/11/2012    | 15:15       | Sân Phú Nhuận | An Biên FC     | 0-0   | Đồng Nai       |
| 8/11/2012    | 13:30       | Sân Phú Nhuận | Đồng Nai       | 4-0   | TDC Bình Dương |
| 8/11/2012    | 15:15       | Sân Phú Nhuận | Tây Ninh       | 1-7   | An Biên FC     |
| 11/11/2012   | 13:30       | Sân Phú Nhuận | Đồng Nai       | 4-2   | Tây Ninh       |
| 11/11/2012   | 15:15       | Sân Phú Nhuận | TDC Bình Dương | 0-5   | An Biên FC     |

Bảng D
| Ngày thi đấu | Giờ thi đấu | Sân thi đấu   | Câu lạc bộ 1   | Tỷ số | Câu lạc bộ 2     |
| ------------ | ----------- | ------------- | -------------- | ----- | ---------------- |
| 12/11/2012   | 13:15       | Sân Vĩnh Long | MQ Sóc Trăng   | 3-3   | PETIMEX Đ.Tháp   |
| 12/11/2012   | 15:15       | Sân Vĩnh Long | Đồng Tâm L.A   | 1-2   | Bến Tre          |
| 14/11/2012   | 13:15       | Sân Vĩnh Long | Vĩnh Long      | 5-1   | Bến Tre          |
| 14/11/2012   | 15:15       | Sân Vĩnh Long | MQ Sóc Trăng   | 0-2   | Đồng Tâm Long An |
| 16/11/2012   | 13:15       | Sân Vĩnh Long | PETIMEX Đ.Tháp | 1-1   | Đồng Tâm Long An |
| 16/11/2012   | 15:15       | Sân Vĩnh Long | Vĩnh Long      | 7-0   | MQ SócTrăng      |
| 18/11/2012   | 13:15       | Sân Vĩnh Long | Bến Tre        | 3-3   | MQ Sóc Trăng     |
| 18/11/2012   | 15:15       | Sân Vĩnh Long | PETIMEX Đ.Tháp | 2-0   | Vĩnh Long        |

## Bảng xếp hạng
Bảng A
| STT | Câu lạc bộ        | Bt | Bb | Hs | Điểm |
| --- | ----------------- | -- | -- | -- | ---- |
| 1   | TTBĐ Viettel B    | 2  | 0  | +2 | 6    |
| 2   | Tam Đảo Vĩnh Phúc | 4  | 2  | +2 | 3    |
| 3   | Yên Bái           | 1  | 5  | -4 | 0    |

Bảng B
| STT | Câu lạc bộ          | Bt | Bb | Hs | Điểm |
| --- | ------------------- | -- | -- | -- | ---- |
| 1   | Hoàng Anh Gia Lai B | 6  | 3  | +3 | 7    |
| 2   | Khatoco Khánh Hòa B | 3  | 3  | 0  | 4    |
| 3   | Kon Tum             | 3  | 3  | 0  | 3    |
| 4   | Đăk Lăk             | 1  | 4  | -3 | 1    |

Bảng C
| STT | Câu lạc bộ       | Bt | Bb | Hs  | Điểm |
| --- | ---------------- | -- | -- | --- | ---- |
| 1   | An Biên FC       | 12 | 1  | +11 | 7    |
| 2   | Đồng Nai B       | 8  | 2  | +6  | 7    |
| 3   | Tây Ninh B       | 4  | 11 | -7  | 3    |
| 4   | TDC Bình Dương B | 0  | 10 | -10 | 0    |

Bảng D
| STT | Câu lạc bộ          | Bt | Bb | Hs  | Điểm |
| --- | ------------------- | -- | -- | --- | ---- |
| 1   | Vĩnh Long           | 17 | 5  | +12 | 9    |
| 2   | Bến Tre             | 9  | 11 | -2  | 7    |
| 3   | PETIMEX Đồng Tháp B | 8  | 7  | +1  | 5    |
| 4   | Đồng Tâm Long An B  | 6  | 8  | -2  | 4    |
| 5   | Minh Quân Sóc Trăng | 6  | 15 | -9  | 2    |

## Vòng chung kết
Chiều ngày 26 tháng 11 năm 2012 vào lúc 15 giờ đã diễn ra Vòng chung kết giải bóng đá hạng Ba toàn quốc 2012 trên sân vận động Chi Lăng và Tiền Giang.
Vòng chung kết giải bóng đá hạng Ba toàn quốc 2012 đã khép lại với hai đội thăng hạng Nhì 2013 là Viettel và Vĩnh Long. Kết thúc trận đấu, Ban tổ chức giải đã trao cho hai đội đồng hạng nhất là Viettel và Vĩnh Long với bảng danh vị và giải thường 30.000.000 đồng/đội.
| Viettel                                                       | 3–0      | Hoàng Anh Gia Lai B |
| ------------------------------------------------------------- | -------- | ------------------- |
| Nguyễn Phùng Quế 3' · Đồng Quang Trung 54' · Hoàng Vũ Đạt 89' | Chi tiết |                     |

| An Biên                              | 2–2      | Vĩnh Long                                |
| ------------------------------------ | -------- | ---------------------------------------- |
| Dân Dũng Chinh 5' · Hồ Đăng Khoa 81' | Chi tiết | Lê Phương Duy 28' · Nguyễn Hồng Long 86' |